# ジョーナス・マルローニ・アゼヴェド・ダ・シウヴァ
マルローニ（Marlone）ことジョーナス・マルローニ・アゼヴェド・ダ・シウヴァ（ポルトガル語: Johnath Marlone Azevedo da Silva、1992年4月2日 - ）は、ブラジルのサッカー選手。ポジションはMF。
Kリーグ時代の登録名はマロニー（ハングル: 말로니）。

## クラブ歴
CRヴァスコ・ダ・ガマの下部組織出身。2012年にトップチームに昇格した。
2014年にクルゼイロECに、2015年にフルミネンセFCに移籍し、同年にスポルチ・レシフェに期限付き移籍。
2016年にSCコリンチャンス・パウリスタに移籍。コパ・リベルタドーレス2016 グループステージのCDコブレサル戦では彼も得点を決めて6-0の大勝であったが、この彼の決めた得点は同年のプスカシュ賞にノミネートされた。2017年にアトレチコ・ミネイロに、2018年にスポルチ・レシフェに期限付き移籍。

## 家族
双子のマルロンもサッカー選手。

## タイトル
クルゼイロ
- カンピオナート・ミネイロ: 2014
- カンピオナート・ブラジレイロ・セリエA: 2014

アトレチコ・ミネイロ
- カンピオナート・ミネイロ: 2017